# Castello del Valentino

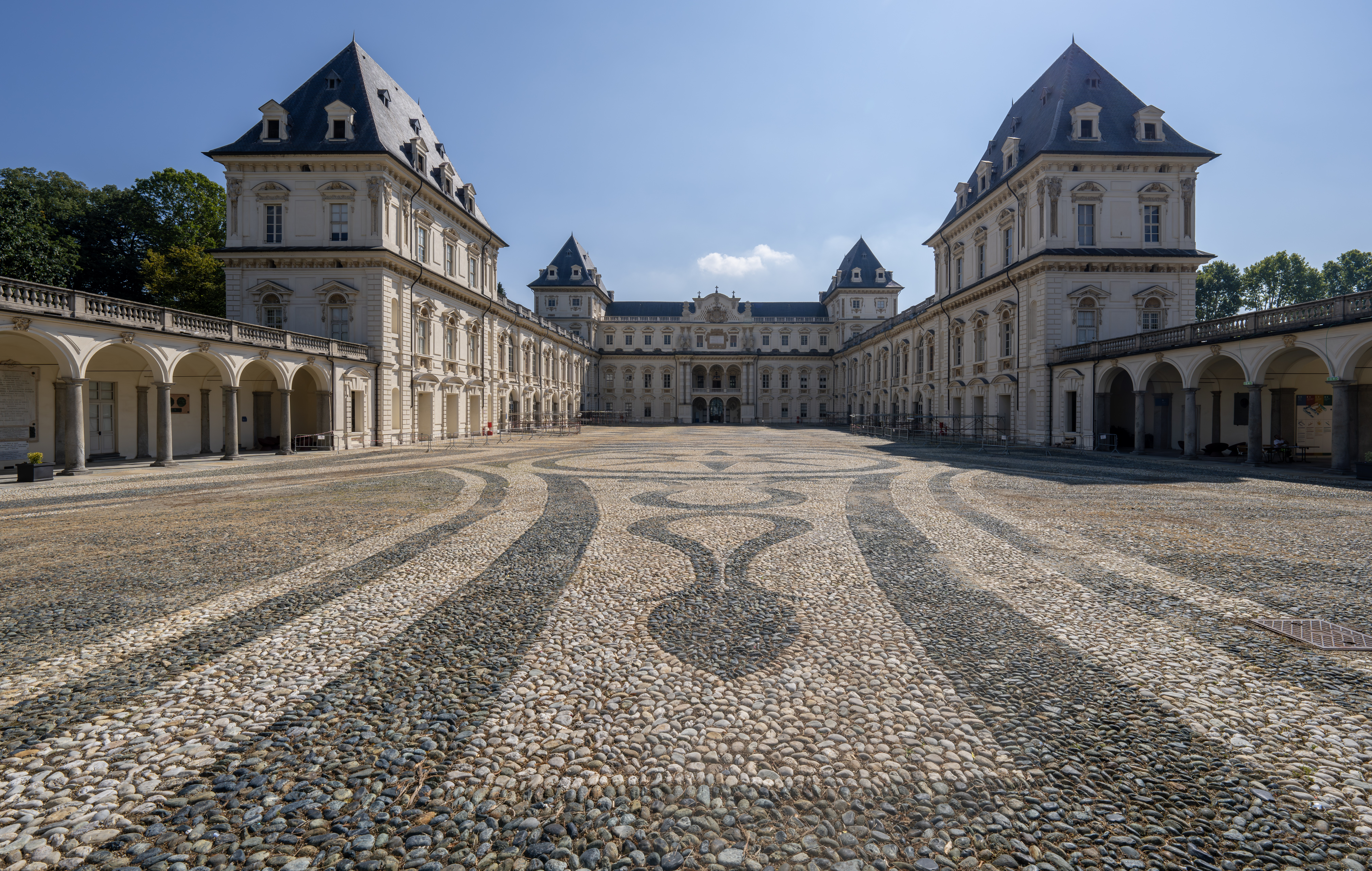
Castello del Valentino

Das Castello del Valentino ist eine ehemalige herzogliche Residenz in Turin innerhalb des am linken Ufer des Po gelegenen Parco del Valentino. Heute ist es Sitz der Fakultät für Architektur des Politecnico di Torino.

## Geschichte
Die Herkunft des Namens ist nicht eindeutig geklärt. Er wurde erstmals in Dokumenten aus dem Jahr 1275 erwähnt. Vermutlich bezieht er sich auf die einst in der Nähe des Parks stehende St.-Veits-Kirche, die Reliquien des Heiligen Valentin von Terni beherbergte.
Das ursprüngliche Gebäude wurde von Herzog Emanuel Philibert von Savoyen auf Anraten von Andrea Palladio erworben. Zuvor diente es als Residenz verschiedener adeliger Familien.
Seine heutige Form verdankt das Schloss der Herzogin Christina von Frankreich, einer Tochter des Königs Henri IV. und Frau des Herzogs Viktor Amadeus I. von Savoyen, der bereits 1637 starb. Die sich von 1633 bis 1660 hinziehenden Arbeiten wurden nach Plänen von Carlo Castellamonte und seinem Sohn Amadeo ausgeführt, die auch für das früh entwickelte, so einheitliche städtebauliche Erscheinungsbild Turins verantwortlich waren.
Der französischen Herkunft Christinas entsprechend weist auch der Neubau Eigenheiten der zeitgenössischen französischen Architektur auf: die um eine Cour d’honneur (den hufeisenförmigen Hof) gelegte Grundrissanordnung, die turmartig betonten Eckpavillons und die steilen, von Giebelgauben besetzten Dächer. Über dem zentralen Eingang prangt an einem Giebel ein großes Wappen des Hauses Savoyen.
Neben dem Palazzo Madama als offizieller Residenz im Zentrum Turins diente der damals noch vor den Mauern der Stadt in einem fürstlichen Jagdrevier liegende Palast als privates Lustschloss.
Nachdem die kostbare barocke Einrichtung des Schlosses von napoleonischen Soldaten geplündert und nach Frankreich verschleppt worden war, verfiel das Bauwerk in den folgenden Jahren. Dieser Vernachlässigung ist es jedoch auch zu verdanken, dass die Fresken und Friese in seinem Inneren weitgehend in ihrem historischen Zustand aus dem 17. Jahrhundert erhalten geblieben sind. Im 19. Jahrhundert wurden einige Änderungen an der architektonischen Gestaltung sowie seiner Anbindung an die Stadt vorgenommen. 1860 entschied sich die Technische Universität für das Castello del Valentino als neuen Standort, sodass das Schloss renoviert und wieder in seinem alten Glanz hergestellt wurde. Am 12. Mai 2007 wurde der zentrale Tierkreissaal (Sala dello Zodiaco) wiedereröffnet, dessen Deckenfresko eine Personifikation des Po, ausgestattet mit Attributen des Meeresgottes, zeigt.
Im 55 Hektar großen Valentinopark, einem beliebten Freizeitort der Turiner, der sich am Ufer des Po entlang zieht, befindet sich auch der Orto Botanico, der Botanische Garten der Universität, sowie der Borgo medievale, ein in „mittelalterlichem“ Stil für eine große Ausstellung des Jahres 1884 aufgebautes Dorf mit „Ritterburg“.